# Montalegre e Padroso
Montalegre e Padroso (llamada oficialmente União das Freguesias de Montalegre e Padroso) es una freguesia portuguesa del municipio de Montalegre, distrito de Vila Real.

## Historia
Fue creada el 28 de enero de 2013 en aplicación de una resolución de la Asamblea de la República de Portugal promulgada el 16 de enero de 2013 con la unión de las freguesias de Montalegre y Padroso, pasando su sede a estar situada en la antigua freguesia de Montalegre.

## Demografía
| Gráfica de evolución demográfica de Montalegre e Padroso entre 2011 y 2021 |
|                                                                            |
| Datos según el nomenclátor publicado por el INE portugués.                 |